# Mistrovství Evropy v atletice 1958

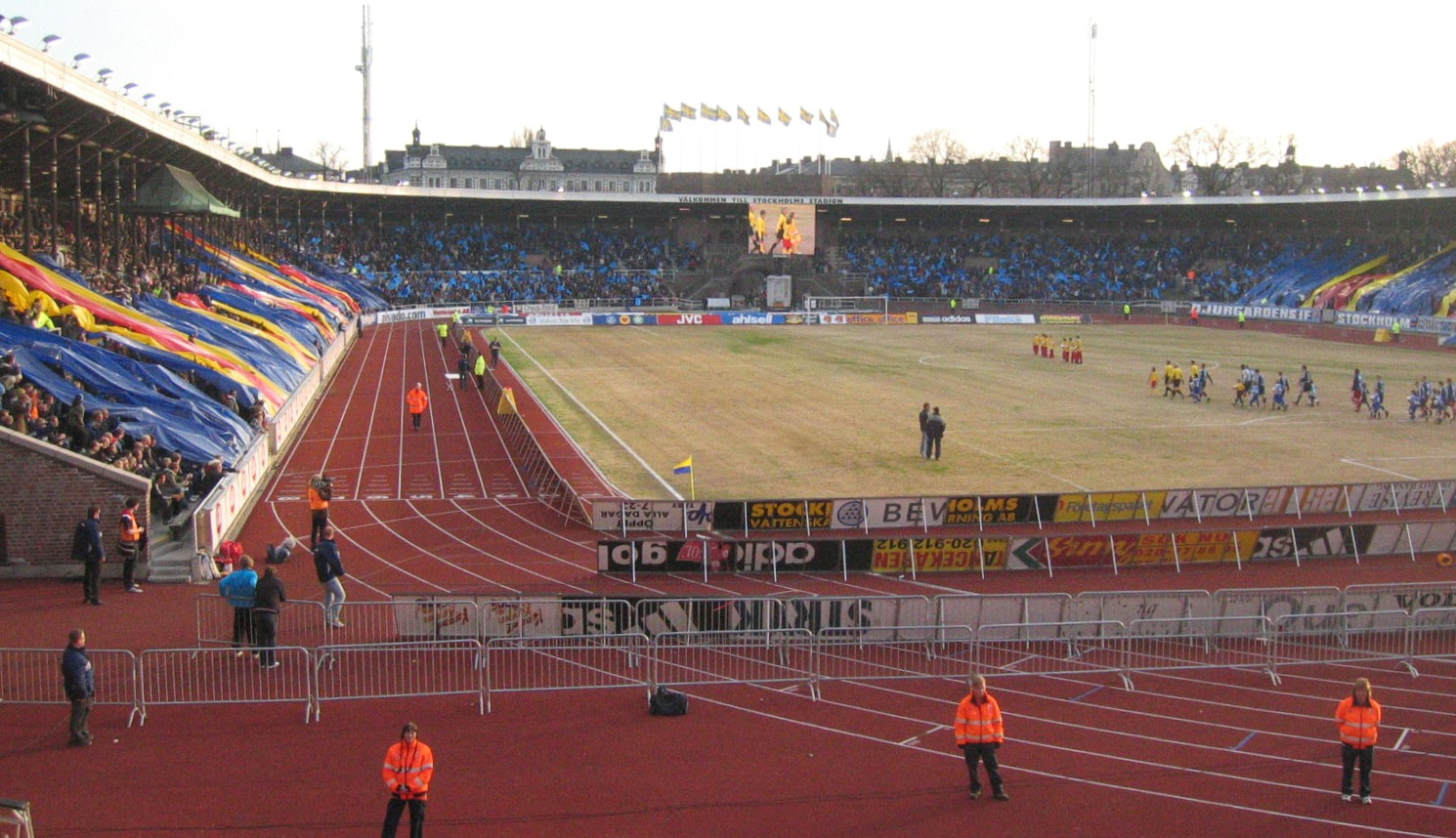
Olympijský stadion ve Stockholmu (2006)

6. mistrovství Evropy v atletice se uskutečnilo ve švédském Stockholmu ve dnech 19. – 24. srpna 1958 na olympijském stadionu, kde se konaly Letní olympijské hry v roce 1912.
Na programu bylo celkově 36 disciplín (24 mužských a 12 ženských). Na tomto šampionátu měly ženy poprvé na programu běh na 400 metrů a muži poprvé absolvovali chůzi na 20 km. Do roku 1954 závodili na poloviční trati.
Československá výprava vybojovala jednu zlatou, dvě stříbrné a jednu bronzovou medaili. Pod stupni vítězů doběhl v závodě na 200 metrů Vilém Mandlík a sprinterská štafeta ve složení Václav Janeček, František Mikluščák, Vilém Mandlík a Václav Kynos. Na 5. místě skončil steeplař Vlastimil Brlica. Mezi ženami obsadila páté místo vícebojařka Olga Modrachová.

## Medailisté

### Muži
| Soutěž            | Zlato                                                                            | Stříbro                                                                                    | Bronz                                                                           |
| ----------------- | -------------------------------------------------------------------------------- | ------------------------------------------------------------------------------------------ | ------------------------------------------------------------------------------- |
| 100 m             | Armin Hary 10,3                                                                  | Manfred Germar 10,4                                                                        | Peter Radford 10,4                                                              |
| 200 m             | Manfred Germar 21,0                                                              | David Segal 21,3                                                                           | Jocelyn Delecour 21,3                                                           |
| 400 m             | John Wrighton 46,3                                                               | John Salisbury 46,5                                                                        | Karl-Friedrich Haas 47,0                                                        |
| 800 m             | Michael Rawson 1:47,8                                                            | Audun Boysen 1:47,9                                                                        | Paul Schmidt 1:47,9                                                             |
| 1500 m            | Brian Hewson 3:41,9                                                              | Dan Waern 3:42,1                                                                           | Ron Delany 3:42,3                                                               |
| 5000 m            | Zdzisław Krzyszkowiak 13:53,4                                                    | Kazimierz Zimny 13:55,2                                                                    | Gordon Pirie 14:01,6                                                            |
| 10 000 m          | Zdzisław Krzyszkowiak 28:56,0                                                    | Jevgenij Žukov 28:58,6                                                                     | Nikolaj Pudov 29:02,2                                                           |
| Maraton           | Sergej Popov 2.15:17                                                             | Ivan Filin 2.20:50                                                                         | Frederick Norris 2.21:15                                                        |
| 110 m překážek    | Martin Lauer 13,7                                                                | Stanko Lorger 14,1                                                                         | Anatolij Michajlov 14,4                                                         |
| 400 m překážek    | Jurij Litujev 51,1                                                               | Per-Ove Trollsås 51,6                                                                      | Bruno Galliker 51,8                                                             |
| 3000 m překážek   | Jerzy Chromik 8:38,2                                                             | Semjon Ržiščin 8:38,8                                                                      | Hans Hüneke 8:43,6                                                              |
| Štafeta 4 × 100 m | Západní Německo 40,2 Walter Mahlendorf Armin Hary Heinz Fütterer Manfred Germar  | Spojené království 40,2 Peter Radford Roy Sandstrom David Segal Adrian Breacker            | Sovětský svaz 40,4 Boris Tokarjev Edvins Ozolin Jurij Konovalov Leonid Barteněv |
| Štafeta 4 × 400 m | Spojené království 3:07,9 Ted Sampson John MacIsaac John Wrighton John Salisbury | Západní Německo 3:08,2 Carl Kaufmann Manfred Poerschke Johannes Kaiser Karl-Friedrich Haas | Švédsko 3:10,7 Nils Holmberg Hans Lindgren Lennart Johnsson Alf Petersson       |
| Chůze na 20 km    | Stan Vickers 1:33:09,0                                                           | Leonid Spirin 1:35:04,2                                                                    | Lennart Back 1:35:22,2                                                          |
| Chůze na 50 km    | Jevgenij Maskinskov 4:17:15,4                                                    | Abdon Pamich 4:18:00,0                                                                     | Max Weber 4:19:58,6                                                             |
| Skok do výšky     | Richard Dahl 2,12 m                                                              | Jiří Lanský 2,10 m                                                                         | Stig Pettersson 2,10 m                                                          |
| Skok o tyči       | Eeles Landström 4,50 m                                                           | Manfred Preußger 4,50 m                                                                    | Vladimir Bulatov 4,50 m                                                         |
| Skok daleký       | Igor Ter-Ovanesjan 7,81 m                                                        | Kazimierz Kropidłowski 7,67 m                                                              | Henryk Grabowski 7,51 m                                                         |
| Trojskok          | Józef Szmidt 16,43 m                                                             | Oleg Rjachovskij 16,02 m                                                                   | Vilhjálmur Einarsson 16,00 m                                                    |
| Vrh koulí         | Arthur Rowe 17,78 m                                                              | Viktor Lipsnis 17,47 m                                                                     | Jiří Skobla 17,12 m                                                             |
| Hod diskem        | Edmund Piątkowski 53,92 m                                                        | Todor Artarski 53,82 m                                                                     | Vladimir Truseněv 53,74 m                                                       |
| Hod kladivem      | Tadeusz Rut 64,78 m                                                              | Michail Krivonosov 63,78 m                                                                 | Gyula Zsivótzky 63,68 m                                                         |
| Hod oštěpem       | Janusz Sidło 80,18 m                                                             | Egil Danielsen 78,27 m                                                                     | Gergely Kulcsár 75,26 m                                                         |
| Desetiboj         | Vasilij Kuzněcov 7 865 bodů                                                      | Uno Palu 7 329 bodů                                                                        | Walter Meier 7 249 bodů                                                         |

### Ženy
| Soutěž            | Zlato                                                                                 | Stříbro                                                                                    | Bronz                                                                            |
| ----------------- | ------------------------------------------------------------------------------------- | ------------------------------------------------------------------------------------------ | -------------------------------------------------------------------------------- |
| 100 m             | Heather Youngová 11,7                                                                 | Věra Krepkinová 11,7                                                                       | Christa Stubnicková 11,8                                                         |
| 200 m             | Barbara Janiszewska 24,1                                                              | Hannelore Sadauová 24,3                                                                    | Marija Itkinová 24,3                                                             |
| 400 m             | Marija Itkinová 53,7                                                                  | Jekatěrina Parljuková 54,8                                                                 | Molly Hiscoxová 55,7                                                             |
| 800 m             | Jelizaveta Jermolajevová 2:06,3                                                       | Diane Leatherová 2:06,6                                                                    | Dzidra Levická 2:06,6                                                            |
| 80 m překážek     | Galina Bystrovová 10,9                                                                | Zenta Koppová 10,9                                                                         | Gisela Birkemeyerová 11,0                                                        |
| Štafeta 4 × 100 m | Sovětský svaz 45,3 Věra Krepkinová Linda Keppová Nina Poljakovová Valentina Maslovská | Velká Británie 46,0 Madeleine Westonová Dorothy Hymanová Marianne Dewová Carole Quintonová | Polsko 46,0 Maria Chojnacká Barbara Janiszewská Celina Jesionowská Maria Bibrová |
| Skok do výšky     | Jolanda Balașová 1,77 m                                                               | Taisija Čenčiková 1,70 m                                                                   | Dorothy Shirleyová 1,67 m                                                        |
| Skok daleký       | Liesel Jakobi 6,14 m                                                                  | Valentina Litujevová 6,00 m                                                                | Nina Pročenková 5,99 m                                                           |
| Vrh koulí         | Marianne Wernerová 15,74 m                                                            | Tamara Tyškevičová 15,54 m                                                                 | Tamara Pressová 15,53 m                                                          |
| Hod diskem        | Tamara Pressová 52,32 m                                                               | Štěpánka Mertová 52,19 m                                                                   | Kriemhild Hausmannová 50,99 m                                                    |
| Hod oštěpem       | Dana Zátopková 56,02 m                                                                | Birutė Zalogaitytė 51,30 m                                                                 | Jutta Neumannová 50,50 m                                                         |
| Pětiboj           | Galina Bystrovová 4 733 bodů                                                          | Nina Vinogradovová 4 627 bodů                                                              | Edeltraud Eiberleová 4 545 bodů                                                  |

## Medailové pořadí
| Umístění | Stát                             | Zlato | Stříbro | Bronz | Celkem |
| -------- | -------------------------------- | ----- | ------- | ----- | ------ |
| 1.       | Sovětský svaz                    | 11    | 15      | 9     | 35     |
| 2.       | Polsko                           | 8     | 2       | 2     | 12     |
| 3.       | Velká Británie                   | 7     | 5       | 5     | 17     |
| 4.       | Západní Německo                  | 6     | 3       | 7     | 16     |
| 5.       | Švédsko                          | 1     | 2       | 3     | 6      |
| 6.       | Československo                   | 1     | 2       | 1     | 4      |
| 7.       | Finsko                           | 1     | 0       | 0     | 1      |
| 7.       | Rumunská socialistická republika | 1     | 0       | 0     | 1      |
| 9.       | NDR                              | 0     | 2       | 3     | 5      |
| 10.      | Norsko                           | 0     | 2       | 0     | 2      |
| 11.      | Bulharská lidová republika       | 0     | 1       | 0     | 1      |
| 11.      | Itálie                           | 0     | 1       | 0     | 1      |
| 11.      | SFR Jugoslávie                   | 0     | 1       | 0     | 1      |
| 14.      | Maďarská lidová republika        | 0     | 0       | 2     | 2      |
| 15.      | Francie                          | 0     | 0       | 1     | 1      |
| 15.      | Irsko                            | 0     | 0       | 1     | 1      |
| 15.      | Island                           | 0     | 0       | 1     | 1      |
| 15.      | Švýcarsko                        | 0     | 0       | 1     | 1      |